# Batura Muztagh

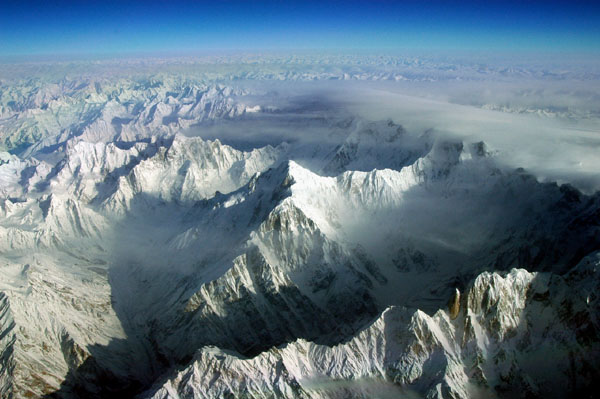
Batura Muztagh

Batura Muztagh to grupa górska w łańcuchu Karakorum. Leży między dystryktem Gilgit w północnym Pakistanie, a Doliną Hunzy. Grupa ta jest najbardziej na zachód wysuniętą grupą w Karakorum. 
Najwyższe szczyty:
- Batura I 	7795
- Shispare 7611
- Pasu Sar 	 7476
- Ultar Sar 7388